# Ribes davidii
Ribes davidii är en ripsväxtart som beskrevs av Adrien René Franchet. Ribes davidii ingår i släktet ripsar, och familjen ripsväxter.

## Underarter
Arten delas in i följande underarter:
- R. d. ciliatum
- R. d. lobatum